# إمبا سويرا
إمبا سويرا هو أعلى القمم الجبلية في دولة إريتريا حيث يبلغ ارتفاعه 3018 متر (9902 قدم) فوق مستوى سطح البحر، ويشكل جزءً من المرتفعات الإريترية. يقع الجبل في الجزء الجنوبي الشرقي من منطقة ديبوب الإدارية في وسط إريتريا.

## المناخ
يظهر الجدول التالي التغييرات المناخية على مدار السنة لإمبا سويرا:
| البيانات المناخية لـإمبا سويرا    | البيانات المناخية لـإمبا سويرا | البيانات المناخية لـإمبا سويرا | البيانات المناخية لـإمبا سويرا | البيانات المناخية لـإمبا سويرا | البيانات المناخية لـإمبا سويرا | البيانات المناخية لـإمبا سويرا | البيانات المناخية لـإمبا سويرا | البيانات المناخية لـإمبا سويرا | البيانات المناخية لـإمبا سويرا | البيانات المناخية لـإمبا سويرا | البيانات المناخية لـإمبا سويرا | البيانات المناخية لـإمبا سويرا | البيانات المناخية لـإمبا سويرا |
| الشهر                             | يناير                          | فبراير                         | مارس                           | أبريل                          | مايو                           | يونيو                          | يوليو                          | أغسطس                          | سبتمبر                         | أكتوبر                         | نوفمبر                         | ديسمبر                         | المعدل السنوي                  |
| --------------------------------- | ------------------------------ | ------------------------------ | ------------------------------ | ------------------------------ | ------------------------------ | ------------------------------ | ------------------------------ | ------------------------------ | ------------------------------ | ------------------------------ | ------------------------------ | ------------------------------ | ------------------------------ |
| متوسط درجة الحرارة الكبرى °م (°ف) | 6.9 (44.4)                     | 7.2 (44.9)                     | 9.6 (49.2)                     | 11.7 (53.0)                    | 14.6 (58.2)                    | 18.0 (64.4)                    | 18.6 (65.4)                    | 18.1 (64.5)                    | 16.5 (61.7)                    | 13.4 (56.1)                    | 10.9 (51.6)                    | 8.3 (46.9)                     | 12.8 (55.0)                    |
| متوسط درجة الحرارة الصغرى °م (°ف) | −3.1 (26.4)                    | −3.1 (26.4)                    | −2.1 (28.2)                    | −0.4 (31.2)                    | 1.3 (34.3)                     | 3.5 (38.3)                     | 5.5 (41.9)                     | 5.3 (41.5)                     | 3.3 (37.9)                     | 1.1 (33.9)                     | −1.2 (29.8)                    | −2.5 (27.5)                    | 0.6 (33.1)                     |
| المصدر: Climate Data              |                                |                                |                                |                                |                                |                                |                                |                                |                                |                                |                                |                                |                                |